# Melitaea marginata
Melitaea marginata är en fjärilsart som beskrevs av Ksenzhopol'sky 1912. Melitaea marginata ingår i släktet Melitaea och familjen praktfjärilar. Inga underarter finns listade i Catalogue of Life.